# .mq
‎.mq‏ دامنه اینترنتی اختصاص داده شده به جزیره مارتینیک (به انگلیسی: Martinique) در دریای کارائیب است.